# De halvt dolda
De halvt dolda je švédská seriálová tetralogie z roku 2009. Minisérie pojednává o vztazích ve čtyřech různých rodinách ovlivněných jevy jako konzervativní protestantismus, homosexualita nebo alkoholismus. V seriálu se průběžně prolínají dvě časové roviny odehrávající se v roce 1970 a na stejném místě roku 2009.

## Děj
V roce 1970 ve švédském maloměstě žije Berit se syny Henrikem, Lennartem a Ragnarem. Její manžel Erik je misionář a má se zanedlouho vrátit z Afriky. Ještě před jeho návratem se však Berit utopí, když učí nejmladšího Ragnana bruslit na jezeře. Po návratu se zkroušený otec ponoří do studia bible a do modliteb, k čemuž nutí i své syny. 18letý Henrik a 16letý Lennart však po neshodách s otcem opouštějí domov. Henrik navíc tají, že je gay, což je v tamním nábožensky konzervativním prostředí nepřípustné. Ve stejném městečku žijí i manželé Abbe a Eva. Eva při prvním těhotenství potratila a nyní čeká další dítě.
V roce 2009 ve městě žije 15letý David, velmi introvertní a bez přátel. Jeho rodiče poznají z chování, že jejich syn je gay a snaží se mu situaci ulehčit, což on odmítá. Jediné, k čemu se upíná, je jeho platonický vztah s Birkem, se kterým komunikuje přes chat a telefon. Do stejné třídy jako David chodí i Linus. Ten žije s mladšími bratry Lijamem a Jojjem. Jejich matka Anette je alkoholička a výchovu synů vůbec nezvládá. Linus je neonacista a příslušnost k hnutí dává najevo svým zjevem i chováním. Davida spolu se svými kamarády Stoffem a Trissem permanentně uráží a šikanuje, jeho nenávist vzroste ještě více poté, co náhodou zjistí, že David je gay. Ragnar žije s manželkou a dětmi stále ve městě, náhodou však v sex shopu dostává infarkt a náhle umírá. Jeho bratři jdou zprávu sdělit svému otci, který je však už vzhledem ke svému věku nevnímá. Lennart se svou ženou opět koupí jejich rodný dům, který rodina kdysi prodala. Henrik žije se svým partnerem, kterého poznal po odchodu z otcova domu.

## Obsazení
| Bruno Årfors          | vypravěč       |
| Tom Ljungman          | Linus          |
| Freddy Åsblom         | David          |
| Kristoffer Berglund   | Henrik         |
| Henrik Ljung          | Lennart        |
| Anna Littorin         | Berit          |
| Christoffer Hedén     | Ragnar         |
| Ulf Friberg           | Erik           |
| Maria Langhammer      | Anette         |
| Marie Richardson      | Davidova matka |
| Jarmo Mäkinen         | Davidův otec   |
| David Dencik          | Abbe           |
| Anja Lundqvist        | Eva            |
| Anastasios Soulis     | Axel           |
| Jacob Ericksson       | Calle          |
| Anna Ulrika Ericsson  | Biggan         |
| Margreth Weivers      | Marta          |
| Kristina Törnqvist    | Elsie          |
| Malin Cederbladh      | Ragnarova žena |
| Johan H:son Kjellgren | páter Gideon   |
| Johannes Wanselow     | Peder          |

## Ocenění
- Seriál získal televizní cenu Kristallen za nejlepší dramatický seriál